# Art Hampson
Pour les articles homonymes, voir Hampson.
Art Hampson est (né le 27 mars 1947 à Kirkland Lake dans la province de l'Ontario au Canada) est un joueur de hockey sur glace. Il est choisi lors du premier tour du repêchage amateur de 1963 de la Ligue nationale de hockey par les Black Hawks de Chicago mais ne jouera jamais dans la LNH.

## Statistiques
| Saison  | Équipe            | Ligue |    | Saison régulière | Saison régulière | Saison régulière | Saison régulière | Saison régulière |   | Séries éliminatoires | Séries éliminatoires | Séries éliminatoires | Séries éliminatoires | Séries éliminatoires |
| Saison  | Équipe            | Ligue | PJ | B                | A                | Pts              | Pun              | PJ               | B | A                    | Pts                  | Pun                  |                      |                      |
| 1965-66 | Generals d'Oshawa | OHA   | 8  | 0                | 2                | 2                | 0                | -                | - | -                    | -                    | -                    |                      |                      |